# Sphecodes nipponicus
Sphecodes nipponicus là một loài Hymenoptera trong họ Halictidae. Loài này được Yasumatsu & Hirashima mô tả khoa học năm 1951.